# Inter Fútbol Club
El Inter Fútbol Club es un equipo de fútbol de la ciudad de Puerto Escondido en el Estado de Oaxaca, que participa en la Liga de Balompié Mexicano, anteriormente lo hizo en la UPSL MX.

## Historia
En marzo de 2022 formó parte de la última reunión rumbo a la tercera temporada de la Liga de Balompié Mexicano. El equipo es oficializado como nuevo integrante de la primera división el 23 de marzo de 2022.
El 1 de abril del 2022 hace su debut en la Liga de Balompié Mexicano ante el equipo de Mezcaleros de Oaxaca cayendo por marcador de 4-3, Gilberto Castillo sería el primer anotador del equipo y del torneo.
Para diciembre de 2022, el equipo hace una reestructura total, con ello viene un cambio de nombre al equipo, eliminando el nombre de Amecameca y solo dejando Inter Fútbol Club. «Nuevas designaciones en Inter Fútbol Club». https://www.facebook.com/BalompieMxOFICIAL. Consultado el 10 de diciembre de 2022.</ref>
El 23 de enero de 2023, fue anunciado el cambio de sede a Ixtapaluca en el Estado de México.
El 23 de abril de 2023, se anunció el regreso a Amecameca, esto derivado a la falta de compromiso, apoyo y poco interés de empresarios, autoridades municipales y el conflicto político que impera en el municipio.
El 2024 Inter Futbol Club se muda a Puerto Escondido Oax. esto con la finalidad de encontrar una sede con buena afición y quedarse permanentemente ya que los objetivos del club es ambiciosos, en los primeros días de enero del 2024 la directiva de Inter estará firmando  convenios deportivos con  clubes de Bolivia, Canadá, Estados Unidos y desde luego con equipos mexicanos para exportar a sus jugadores, también estarán armando su semillero y estarán llevando visorias oficiales de clubes de la liga MX.

### Sobrenombres
El sobrenombre más importante hasta el momento del equipo es Gigante de los Volcanes. Esto nace mediante el medio de comunicación Deportadoxs que es medio oficial del equipo, su colaborador Carlos Vargas Rivera fue el creador del mote. En una parte del estadio La Antorcha se puede visualizar el Iztaccíhuatl.

## Estadio
Se anunció que el estadio La Antorcha será sede del equipo para la temporada 2023, tiene capacidad de 2 000 espectadores y cuenta con un palco de transmisión.

## Máximos goleadores
| # | Jugador           | Período     | Total | LIG | CPA | CDC |
| - | ----------------- | ----------- | ----- | --- | --- | --- |
| 1 | Hugo Amaro        | 2022 - Act. | 7     | 5   | 2   | -   |
| 2 | Luis Hernández    | 2022        | 4     | 4   | -   | -   |
| 3 | Gustavo Hernández | 2023 - Act. | 3     | 3   | 0   | -   |
| 4 | Ricardo Medina    | 2022        | 3     | -   | 3   | -   |
| 5 | Gilberto Castillo | 2022        | 2     | 2   | -   | -   |
| 6 | Julio García      | 2022        | 2     | -   | 2   | -   |

## Palmarés
Nota: en negrita competiciones vigentes en la actualidad.
| Competición nacional | Títulos | Subcampeonatos |
| -------------------- | ------- | -------------- |
| Final de Plata (0/1) |         | INV - 22       |